# سحلية شوكية
سلحية شوكية أو سلبور (الاسم العلمي Sceloporus) جنس حيوانات زحافة من العظاء وفُصيلة السحالي الشائكة التي تنتمي إلى فصيلة الإغوانية. أنواعها عديدة جميعها من عظاء أمريكا الوسطى والشمالية. أجسامها صغيرة القد، قصيرة الرؤوس الفطس، غليظة البطون، ربعة القوائم النشيطة. أثوابها مختلفة الألوان يكثر فيها الأخضر والأصفر وتخطيط قاطب أسود جؤوي. قوتها الحشرات الصغيرة والديدان والذباب والهوام.